# Stade Jos-Nosbaum
Le stade Jos Nosbaum est un stade de football luxembourgeois situé à Dudelange.
Ce stade de 4 650 places accueille les matchs à domicile du F91 Dudelange, club évoluant dans le championnat du Luxembourg de football de D1.